# Thermodontia caramaschii
 (juillet 2021).
Genre
Espèce
Synonymes
- Paraluederwaldtia caramaschii Soares & Soares, 1979

Thermodontia caramaschii, unique représentant du genre Thermodontia, est une espèce d'opilions laniatores de la famille des Askawachidae.

## Distribution
Cette espèce est endémique de l'État d'Amazonas au Brésil. Elle se rencontre vers Manaus.

## Description
Le mâle holotype mesure 6,50 mm.

## Systématique et taxinomie
Cette espèce a été décrite sous le protonyme Paraluederwaldtia caramaschii par Soares et Soares en 1979. Elle est placée dans le genre Thermodontia par Kury et Carvalho en 2020.

## Étymologie
Cette espèce est nommée en l'honneur d'Ulisses Caramaschi.

## Publications originales
- Soares & Soares, 1979 : « Opera Opiliologica Varia XVII. (Opiliones, Gonyleptidae). » Revista Brasileira de Entomologia, vol. 23, p. 257–261.
- Kury & Carvalho, 2020 : « Expansion of the MECO clade (Grassatores: Microsetata). » WCO-Lite: online world catalogue of harvestmen (Arachnida, Opiliones). Version 1.0 — Checklist of all valid nomina in Opiliones with authors and dates of publication up to 2018, Rio de Janeiro, p. 55–56.